# 莫夫恰內 (哈爾科夫區)
49°55′11″N 36°17′58″E / 49.91972°N 36.29944°E
莫夫恰内（烏克蘭語：Мовчани）是位於烏克蘭東部的村莊，由哈爾科夫州哈爾科夫區的貝茲柳季夫卡市鎮負責管轄。該村始建於1912年，面積0.43平方公里，海拔高度140米，2001年人口210，人口密度每平方公里488.4人。